# Paul Baege

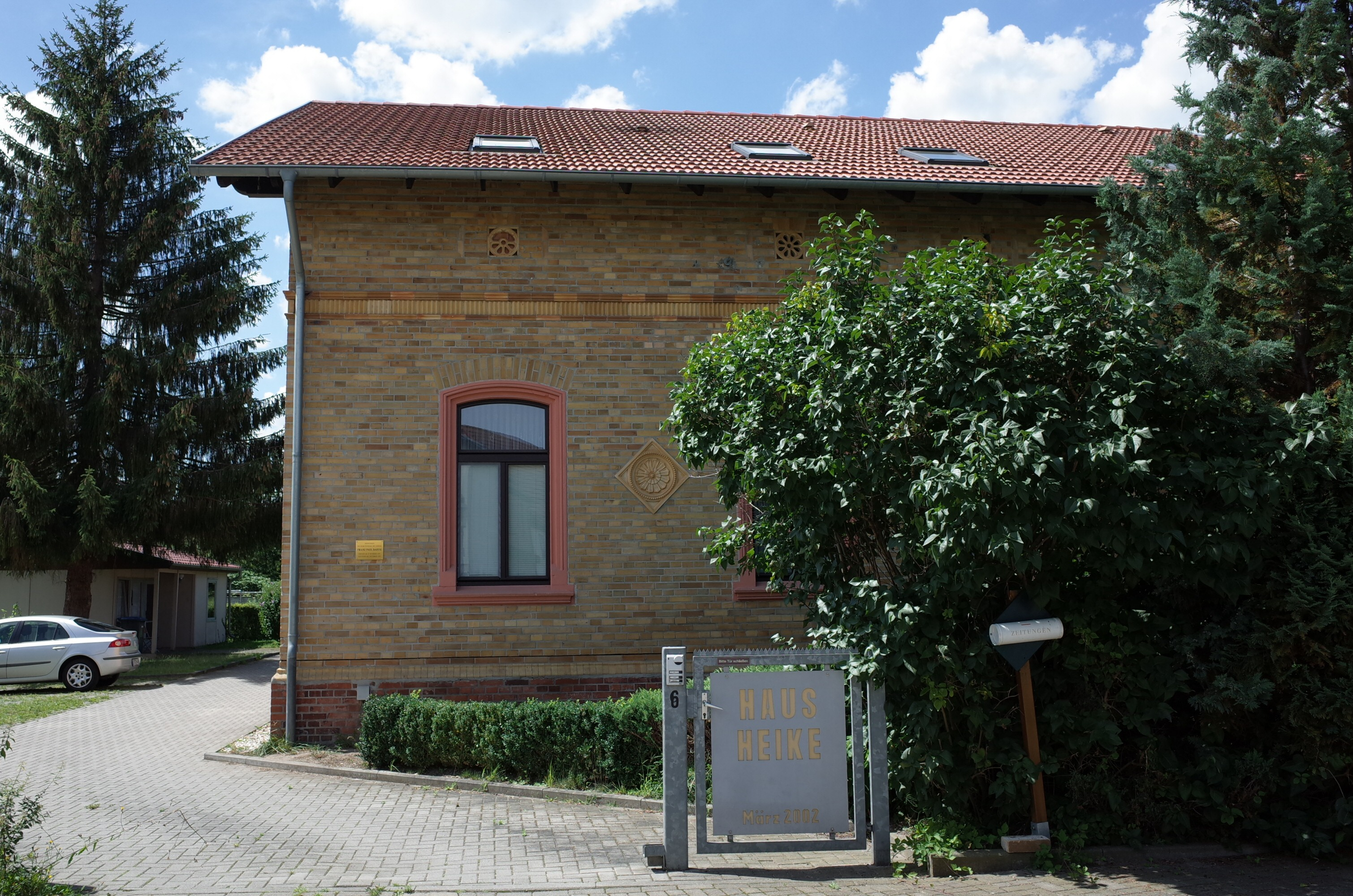
Geburtshaus von Paul Baege in Jeßnitz, Neustadt 6

L. Franz Paul Baege (* 25. November 1876 in Jeßnitz; † 2. November 1938 in Dessau) war ein deutscher Lehrer, Autor und anhaltischer Heimatdichter.

## Leben
Er war der Sohn des Kaufmanns Hermann Baege und dessen Ehefrau Marie geborene Picht. Sein ein Jahr älterer Bruder war der Privatgelehrte Max Hermann Baege.
Paul Baege wuchs in Anhalt auf und besuchte die Vorschule der Franckeschen Stiftungen in Halle/Saale. Anschließend wechselte er auf die XII. Bezirksschule nach Leipzig und danach an das Lehrerseminar nach Cöthen.
Als Lehrer arbeitete er anschließend ab 1908 in der Stadt Radegast. Bis zu seiner Pensionierung 1933 war er dort Schulleiter. Er wohnte zuletzt in Dessau-Roßlau, wo er auch starb. Er schrieb Gedichte und Erzählungen meist in anhaltischer Mundart und verfasste auch einige Schauspiele. Daneben betätigte er sich als anhaltischer Heimatforscher. Nach seinem Tod 1938 wurde er auf dem Radegaster Friedhof beigesetzt.

## Ehrungen
- Am Geburtshaus von Paul Baege in Jeßnitz, Neustadt 6, wurde eine Gedenktafel mit seinen Lebensdaten angebracht.

## Werke (Auswahl)
- Mei liewes Anhaltland! Gedichte, Berlin 1918 (erschien auch als Reprint 2011 im Funk-Verlag Dessau-Roßlau).
- Schön ist die Jugend. Erzählung aus dem Thüringer Land, Könitz i. Th. 1920.
- Nutzbringende Geflügelzucht. Ein Handbuch, Eisleben o. J. [1924].
- Die Helden vom Dideldei. Anne frehliche Vorzällung for unse Jungs, Radegast in Anhalt o. J. [1926].
- Das siebente Gebot. Ein Weihnachtsfestspiel in 3 Akten, Bonn a. Rh. o. J. [1926].
- Charakterfehler unserer Kinder, Leipzig 1927.
- Sonnwend-Weihnacht. Ein Märchenspiel, Dresden o. J. [1932].

## Familie
Er heiratete 1904 Agnes, die Tochter des Kaufmanns Deutschbein. Aus der gemeinsamen Ehe gingen die Kinder Wally (* 1905), Annemarie (* 1906) und Alice (* 1907) hervor.